# José Miguel Rodríguez Fraga
José Miguel Rodríguez Fraga (Vilaflor, 29 de abril de 1947) es alcalde del municipio de Adeje (Santa Cruz de Tenerife, Islas Canarias) desde 1987, por el PSOE, hasta la actualidad. Está casado y tiene 3 hijos.

## Trayectoria
1975 - 1983
Se licenció en Filosofía por la Universidad de La Laguna en 1975. José Miguel Rodríguez Fraga obtiene su plaza de profesor de Filosofía y Letras del Instituto de bachillerato de Guía de Isora (Tenerife) en 1978, donde además ocupa la dirección hasta 1982. Actualmente, sigue siendo miembro del claustro de profesores de dicho instituto, aunque se encuentra en situación de excedencia al ocupar un cargo público. Antes de obtener su plaza fija en Guía de Isora, José Miguel Rodríguez Fraga trabajó como profesor en los institutos de bachillerato de Granadilla y Poeta Viana (Tenerife), y en el IES Alonso Pérez Díaz (La Palma).
1983 - actualidad, alcalde de Adeje
En 1983, José Miguel Rodríguez Fraga es elegido por la asamblea de la Agrupación Socialista de Adeje (PSC-PSOE) para encabezar la lista a las elecciones municipales. Aquel año no alcanza la victoria, por lo que será el portavoz del grupo socialista  en la oposición en el Ayuntamiento de Adeje.
En 1987, José Miguel Rodríguez Fraga vuelve a presentarse a las elecciones municipales con el PSOE y consigue ser elegido como alcalde tras pactar con CDS ya que el reparto de concejales quedó muy igualado.
En 1991, los resultados electorales dan la mayoría absoluta al PSOE, con José Miguel Rodríguez Fraga como cabeza de lista, y por tanto renueva su cargo como alcalde. 
En 1995, José Miguel Rodríguez Fraga repite victoria por mayoría absoluta en las elecciones municipales consiguiendo de nuevo 12 concejales.
En 1999, José Miguel Rodríguez Fraga vuelve a ser cabeza de lista por el PSOE en las elecciones municipales en Adeje y consigue nuevamente la victoria aumentando de 12 a 14 concejales (de un total de 17).
En 2003, José Miguel Rodríguez Fraga se convierte en el alcalde más votado de toda España en las elecciones consiguiendo más del 75% de los votos del municipio, lo que le proporciona 17 de 21 concejales.
En las elecciones municipales de 2007, el PSOE conserva la mayoría absoluta con 14 concejales.
Las elecciones municipales de 2011 siguen renovando la confianza de la ciudadanía adejera en José Miguel Rodríguez Fraga al conseguir más del 53% de los votos.
En 2015 gana las elecciones de Adeje con mayoría absoluta.
En 2019 repite triunfo en las elecciones locales de Adeje con mayoría absoluta.
En 2023 repite mayoría absoluta al frente del PSOE en las elecciones al ayuntamiento de Adeje.
AMTC y AMT
Desde 2016 hasta la actualidad es fundador y presidente de la Asociación de Municipios Turísticos de Canarias (AMTC). También ha sido presidente de la Alianza de Municipios de Sol y Playa de España, de la que actualmente es miembro de su junta directiva.

## Cargos desempeñados
Durante los años de mandato corporativo, José Miguel Rodríguez Fraga ha desempeñado diversos cargos en numerosos patronatos e instituciones: Consorcio de Bomberos, Mancomunidad del Sur, etc.
De 2004 a 2008, Secretario General del PSOE en Tenerife.
Desde 2011, es copresidente de la Comisión de Turismo de la Federación de Municipios y Provincias (FEMP).
De 2012 a 2014, fue miembro vocal de la ejecutiva federal del PSOE siendo Secretario General Alfredo Pérez Rubalcaba.
2017 – hasta la actualidad: Presidente del PSC-PSOE (Canarias).
2018 – hasta la actualidad: Secretario General de la Agrupación Socialista de Adeje (aunque ha ejercido ese mismo cargo de forma intermitente desde 1983).
2017: Presidente de la gestora del PSC-PSOE (Canarias).
Su actividad dentro del Partido Socialista se remonta a 1983 (aunque su afiliación es anterior), cuando José Miguel Rodríguez Fraga es elegido por la asamblea de la Agrupación Socialista de Adeje (PSC-PSOE) para encabezar la lista a las elecciones municipales. 
| Predecesor: Juan Manuel Bello Ledesma | Alcalde de Adeje 1987-actualidad        | Sucesor: En el cargo |
| Predecesor: Dolores Padrón            | Presidente del PSC-PSOE 2017-actualidad | Sucesor: En el cargo |